# 공화춘
공화춘(共和春)은 인천광역시 중구 선린동에 위치하는 옛 중화요리 식당 건물이며 대한민국의 국가등록문화재 제246호이다. 1912년에 개업한 공화춘은 대한민국에서 짜장면을 최초로 개발하여 판매한 곳으로 알려져 있다. 식당은 1983년에 폐업하였고, 2012년 4월에 같은 건물을 짜장면 박물관으로 개관하여 쓰고 있다.

## 역사
1883년에 인천의 개항과 더불어 현재 인천광역시 중구 선린동 일대에는 청나라 조계지가 설치되었다. 공화춘 건물은 청나라 조계지에 1908년 무렵 중국 산둥 지방의 장인이 참여하여 중정을 갖춘 지상 2층으로 건립되었다. 준공 당시에는 무역상들에게 숙식을 제공하는 객잔으로 사용되었다.
중화요리 식당 공화춘은 산둥성 출신의 화교 우희광(于希光, 1886년 ~ 1949년)이 1912년에 개업하여 운영하다가 1983년에 폐업하였다. 공화춘의 전신은 현재 공화춘 자리가 아닌 다른 곳에서 우희광이 개업한 숙식업소 산동회관(山東會館)으로 1912년경에 중화민국의 수립을 기념하여 공화춘(공화국 원년의 봄)으로 개명하였다. 현재 장소로 옮겨 온 시기는 이르면 1917년, 늦어도 1934년으로 추정된다. 1970년대까지 경인 지역 5대 중화요리점의 하나로 명성을 유지하였다.
공화춘은 1983년에 폐업하였고, 이후 다른 한국인이 인근에 공화춘 이름을 달고 새로운 점포를 열었다. CJ가 로열티를 제공하고 현 공화춘 대표로부터 상표권을 구매하여 독자 사업을 구상하다가 GS25에 상표 사용권을 넘겼다.
2012년 4월 28일에 복원 과정을 거쳐 짜장면 박물관으로 개관하였다. 박물관은 7개소의 전시공간과 기획전시실을 갖추어 개항기 인천의 화교와 짜장면의 역사를 체험할 수 있도록 조성되었다. 또한 1960년대 공화춘 주방을 재현하였으며, 기획전시실은 공화춘의 창립자 우희광을 기념하여 ‘우희광 기념홀’로 명명하였다.

## 사진

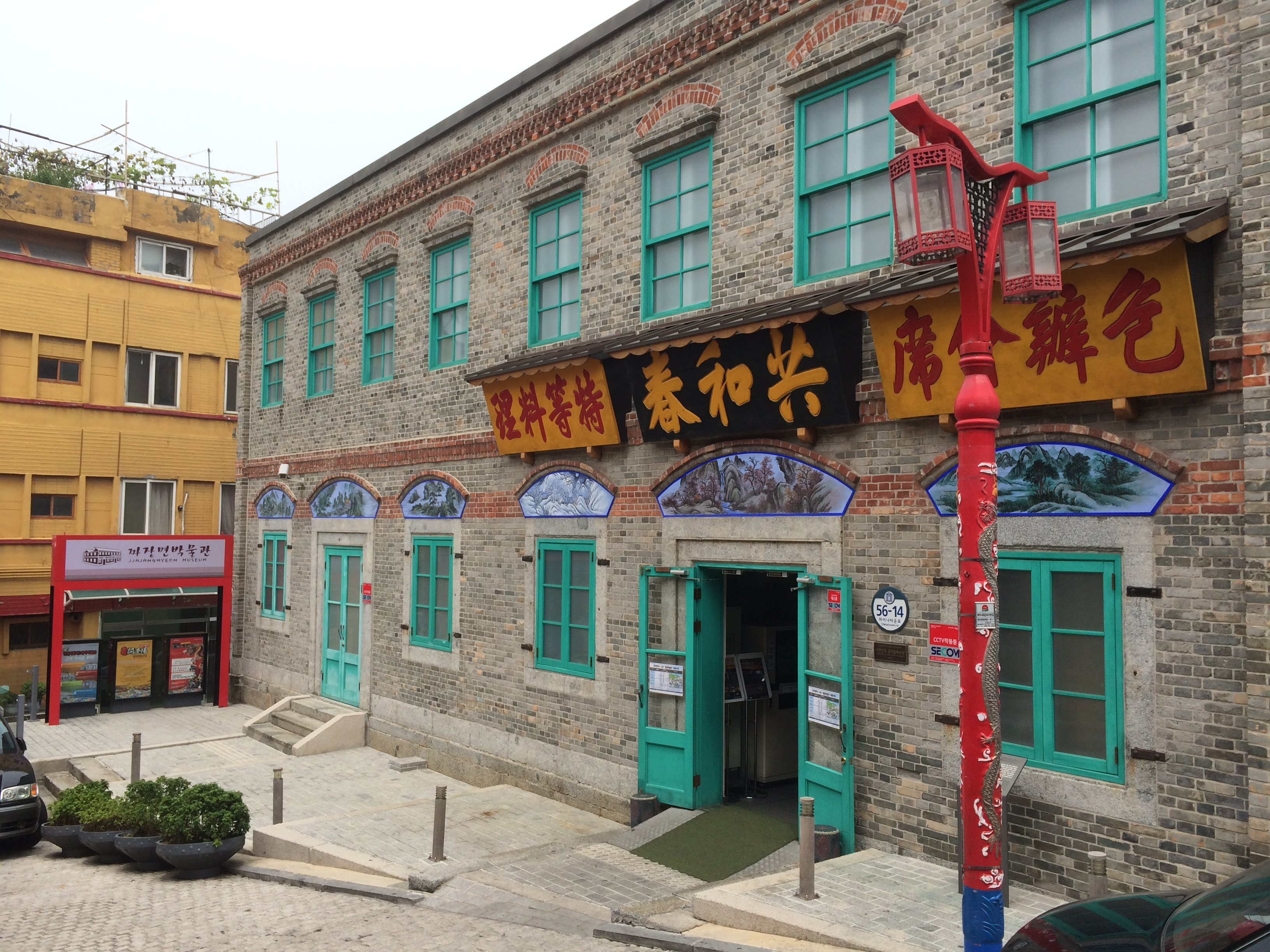
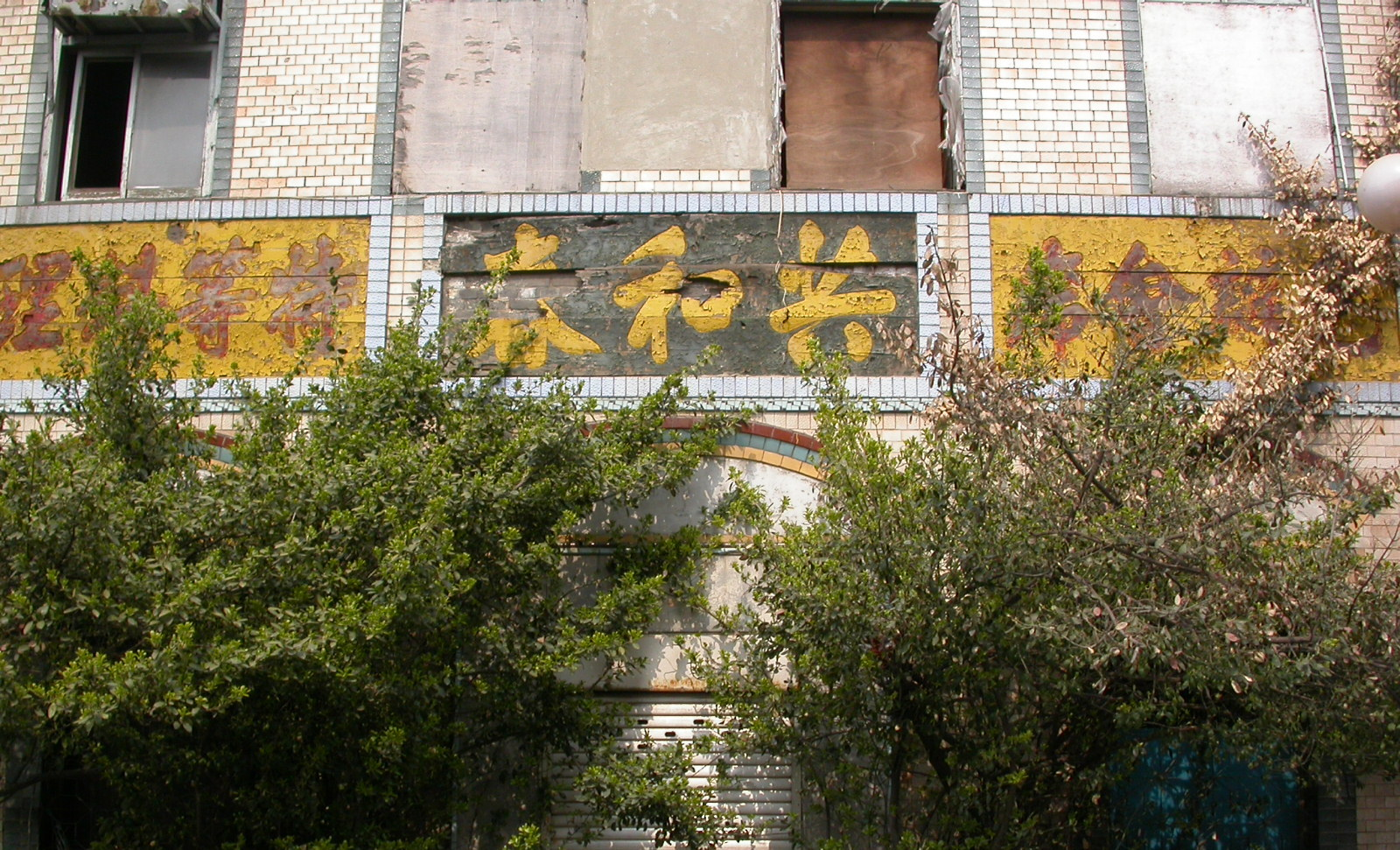
복원 전의 공화춘 현판
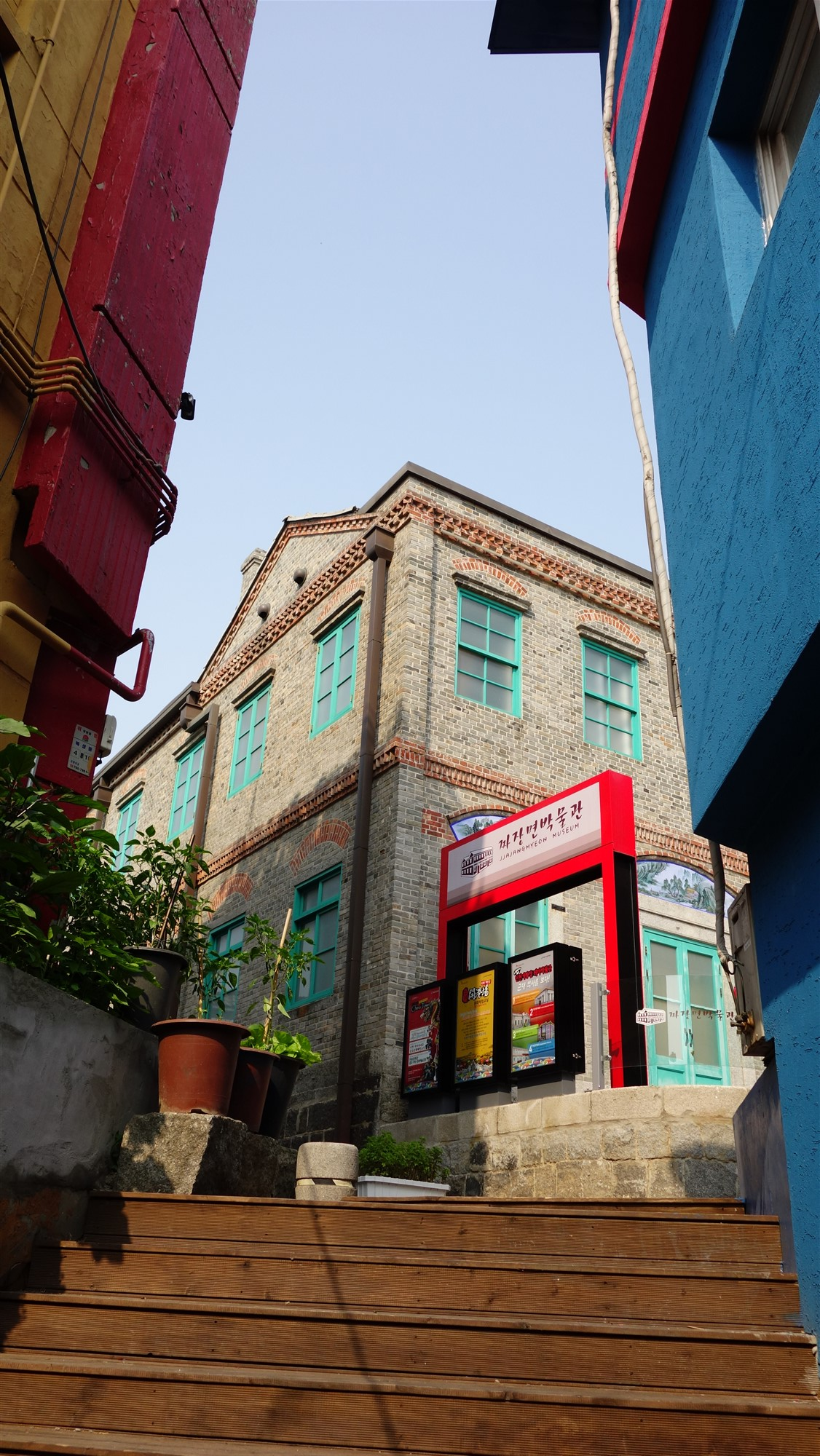

## 같이 보기
- 짜장면
- 차이나타운